# Morgana
Morgana (en: Morgan le Fay) ook wel Morgain, Morgaine, Morgane of een andere naam van deze klank, genoemd, was de dochter van Igraine en Gorlois en halfzus van koning Arthur. Ze was een machtige fee, magiër, tovenares (of heks) in de Arthur-legende. 

## Levensloop
Morgana was de nicht van Viviane (halfzus van Igraine), kind van de moeder van koning Arthur, hogepriesteres van Avalon, die net als Merlijn een Keltische druïde was. Volgens vertellingen werd zij als jong meisje meegenomen naar het eiland Avalon, door Viviane, om daar opgeleid te worden tot priesteres.
Hoewel in de meeste versies van de vertelling Morgana's zuster Morgause de moeder is van Mordred (soms verwekt door koning Loth van Lothian, soms door Arthur), is in sommige nieuwe versies Morgana zijn moeder. De verwekking van Mordred is in bijna alle versies te danken aan een list of misverstand.

## In de legende
Morgana of Morgan le Fay wordt soms voorgesteld als een kwade heks, maar heeft ook een goede kant. Aanvankelijk werd in de oudste volksverhalen die kant belicht, als genezeres, redster en beschermster van de rechtvaardige koning Arthur. Toch werd zij nadien in bijna alle verhalen een vijand van Arthur. Zo wil ze vaker het zwaard Excalibur bemachtigen. Ook trainde ze Mordred om ooit Arthur aan te vallen, en met succes; ze praatte Mordred zo om dat hij zijn eigen vader verwondde en bijna doodde.
Sommige verhalen zeggen dat Morgana een leerling was van Merlijn, die haar leerde magie te gebruiken op een goede manier.
Morgana heerste over het eiland Avalon waar ze verbleef met haar zusters.

## Recente romans
In het boek de Nevelen van Avalon van Marion Zimmer Bradley worden de verhalen rond koning Arthur herverteld vanuit het gezichtspunt van de vrouwelijke personages, met Morgaine als hoofdpersoon.

## Fata morgana
De fata morgana (luchtspiegeling) is naar Morgana vernoemd.

## Film/toneel
- In de erotische horrorfilm Girl Slaves of Morgana Le Fay (1971) gespeeld door Dominique Delpierre.
- In de film Excalibur (1981) gespeeld door Helen Mirren.
- In de miniserie Merlin (1998) gespeeld door Helena Bonham Carter.
- In de miniserie The Mists of Avalon (2001) gespeeld door Julianna Margulies; Morgana is een van de hoofdrollen.
- In de opera Merlin van Isaac Albéniz wordt Morgan gespeeld door Eva Marton.(wereldpremière 2003, Teatro Real, Madrid, Opus Arte)
- In de serie Merlin (2008-2012) gespeeld door Katie McGrath; Morgana is een van de hoofdrollen.
- In de serie Camelot (2008) wordt Morgana gespeeld door Eva Green. Zij kan in de reeks echter van gedaante veranderen en wordt dus ook gespeeld door Claire Forlani (als Igraine) en Tamsin Egerton (als Guinevere)
- In de Disney-film The Sorcerer's Apprentice (2010) speelde Alice Krige Morgana.
- In de serie Het Huis Anubis en de Vijf van het Magische Zwaard heeft zij in het 2e seizoen een rol gespeeld vertolkt door Peggy Vrijens.
- In de film The Green Knight (2021) gespeeld door Sarita Choudhury. In deze bewerking van het gedicht Sir Gawain and the Green Knight is Morgana de moeder van hoofdpersonage Gawain (Dev Patel), ze wordt echter nooit bij haar eigen naam genoemd.